# Videocracy
Videocracy is een documentairefilm uit 2009 van de Zweeds-Italiaanse regisseur Erik Gandini. De documentaire behandelt de Italiaanse televisie en haar invloed op de Italiaanse cultuur en politiek en over de rol van Silvio Berlusconi in dezen.
De film won prijzen op het Toronto Film Festival, Sheffield Doc/Fest, de Golden Graal-awards en de Tempo Documentary Award 2010.
De VPRO zond de film uit op 21 april 2010.